# Cârcea

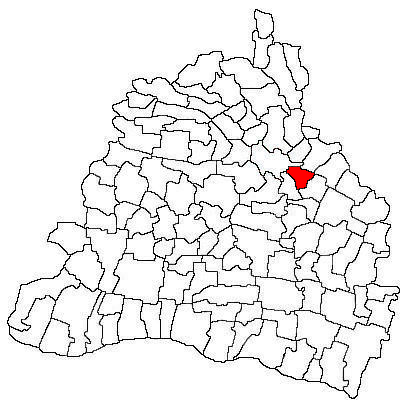
localização de Cârcea no mapa

Cârcea é uma comuna romena localizada no distrito de Dolj, na região de Oltênia. A comuna possui uma área de 32.70 km² e sua população era de 1733 habitantes segundo o censo de 2007.